# Municipio de Cherokee (Arkansas)
El municipio de Cherokee (en inglés: Cherokee Township) es un municipio ubicado en el condado de Sharp en el estado estadounidense de Arkansas. 

## Geografía
El municipio de Cherokee se encuentra ubicado en las coordenadas 36°17′54″N 91°32′37″O / 36.29833, -91.54361. Según la Oficina del Censo de los Estados Unidos, el municipio tiene una superficie total de 38.49 km², de la cual 36.98 km² corresponden a tierra firme y (3.92%) 1.51 km² es agua.

## Demografía
Según el censo de 2010, había 4129 personas residiendo en el municipio de Cherokee. La densidad de población era de 107,28 hab./km². De los 4129 habitantes, el municipio de Cherokee estaba compuesto por el 97.05% blancos, el 0.15% eran afroamericanos, el 0.65% eran amerindios, el 0.34% eran asiáticos, el 0.02% eran isleños del Pacífico, el 0.53% eran de otras razas y el 1.26% pertenecían a dos o más razas. Del total de la población el 2.08% eran hispanos o latinos de cualquier raza.
Para el censo del año 2020, el municipio contaba con una población de 4217 habitantes, de los cuales 3894 eran blancos, 21 amerindios, 27 asiáticos, 18 afroamericanos, 80 hispanos o latinos, 2 isleños del Pacífico, 16 de otra raza y 239 de dos o más razas.